# Liolaemidae
Famille
Synonymes
- Liolaeminae Frost & Etheridge, 1989

Les Liolaemidae sont une famille de sauriens. Elle a été créée par Darrel Richmond Frost et Richard Emmett Etheridge en 1989.

## Répartition
Les espèces de cette famille se rencontrent en Amérique du Sud et en Amérique centrale.

## Liste des genres
Selon The Reptile Database (28 février 2013) :
- genre Ctenoblepharys Tschudi, 1845
- genre Liolaemus Wiegmann, 1834
- genre Phymaturus Gravenhorst, 1838

## Taxinomie
Cette famille est parfois considérée comme la sous-famille des Liolaeminae dans la famille des Tropiduridae. La relation entre les espèces de la famille Liolaemidae a été décrite par Pincheira-Donoso, Scolaro & Sura en 2008 à partir d'études phylogénétiques.

## Publication originale
- Frost & Etheridge, 1989 : A Phylogenetic Analysis and Taxonomy of Iguanian Lizards (Reptilia: Squamata). University of Kansas Natural History Museum, Miscellaneous Publication, no 81, p. 1-65 (texte intégral).